# Spitfire (album)
Pour les articles homonymes, voir Spitfire.
Albums de Jefferson Starship
Red Octopus
(1975) Earth
(1978)
Spitfire est un album de Jefferson Starship sorti en 1976. C'est le premier album du groupe sans le violoniste Papa John Creach.

## Titres
| 1. | Cruisin'              | Charles Hickox                                         | Hickox                        | 5:27 |
| 2. | Dance with the Dragon | Paul Kantner, Grace Slick, Marty Balin, Craig Chaquico | Kantner, Chaquico, Pete Sears | 5:02 |
| 3. | Hot Water             | Slick                                                  | Sears                         | 3:17 |
| 4. | St. Charles           | Kantner, Balin, Jesse Barish, Chaquico, Thunderhawk    | Kantner, Chaquico             | 6:38 |

| 5. | Song to the Sun: Ozymandias / Don't Let It Rain | Kantner, China Wing                      | Kantner, Chaquico, John Barbata, David Freiberg, Sears, Slick | 7:18 |
| 6. | With Your Love                                  | Balin, Joey Covington, Vic Smith         | Balin, Covington, Smith                                       | 3:33 |
| 7. | Switchblade                                     | Slick                                    | Slick                                                         | 4:01 |
| 8. | Big City                                        | Barbata, Joel Scott Hill, Chris Ethridge | Barbata, Hill, Ethridge                                       | 3:20 |
| 9. | Love Lovely Love                                | Barish                                   | Barish                                                        | 3:31 |

## Musiciens
- Paul Kantner : chant, guitare rythmique
- Grace Slick : chant, piano
- Marty Balin : chant
- John Barbata : batterie, percussions, chant
- Craig Chaquico : guitare solo, chant
- David Freiberg : chant, basse, claviers
- Pete Sears : basse, claviers
- Bobbye Hall : percussions
- Steven Schuster : saxophone
- Dave Roberts : arrangements